# Sociologia política
Sociologia Política é o ramo da sociologia que reflete sobre o poder, o Estado e o dever político. É o estudo das bases sociais da política. A Sociologia ajuda a entender a política em si.  Esta  deriva do grego politica. Estuda a influência recíproca que exercem a política e Sociologia   na dicotomia Estado-Sociedade.
O nascimento da sociologia política está situado no século XIX. Tem a sua origem na ambiguidade contextual  para distinguir entre o político e o social, mas ao mesmo tempo para encontrar uma relação entre ambos. Pode-se dizer, então, que a visão da política é consolidada em paralelo com o processo de moldagem da sociologia como ciência da modernidade.
Foi instituída pelo francês Auguste Comte e desenvolvida posteriormente por outros autores, como Émile Durkheim, Max Weber e Karl Marx, entre outros. Obras de pensadores como Thomas Moore, John Locke, Thomas Hobbes e Montesquieu contribuíram para seu desenvolvimento.
Em seu estudo não está pré-configurado o método, conceito ou perspectivas que serão adotados, o que faz com que possam ser utilizadas análises tanto quantitativas como qualitativas. Giovanni Sartori se utiliza da expressão "Híbrido interdisciplinar" ao tratar da Sociologia Política, classificando ela como uma busca de relações entre duas vertentes do saber: a Sociologia e a Política.